# Gustav Freytag
Gustav Freytag (13. června 1816 Kreuzburg, dnes Kluczbork – 30. dubna 1895 Wiesbaden) byl německý romanopisec, dramatik, publicista, politik a literární teoretik.

## Život a dílo
Studoval ve Vratislavi a Berlíně. V letech 1839 až 1847 přednášel literaturu na vratislavské univerzitě, a tehdy také uveřejnil svá první dramata. Od roku 1848 spoluvydával časopis Die Grenzboten, který se stal předním reprezentantem názorů německého liberálního měšťanstva. Jeho kritické články o potlačení povstání slezských tkalců vedly k tomu, že na něj Prusko vydalo zatykač, proto utekl do Gothy, kde získal politický azyl a kde byl také posléze pochován. V letech 1867 až 1870 byl liberálním poslancem v parlamentu Severoněmeckého spolku, kde prosazoval sjednocení Německa na půdorysu maloněmeckého řešení.
Z jeho díla je známý například román Má dáti – dal (Soll und Haben, 1855) nebo dramaturgické pojednání Technika dramatu (Die Technik des Dramas, 1863).

## Fotogalerie

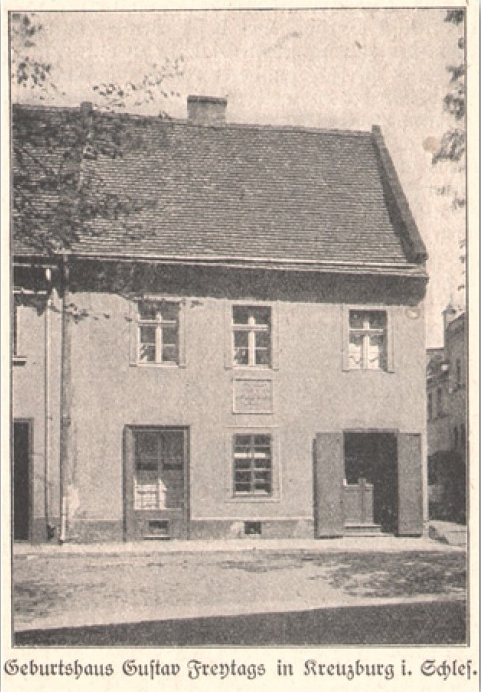
Rodný dům Gustava Freytaga ve Slezsku (Kreuzburg)
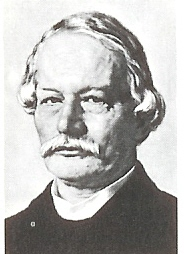
Gustav Freytag
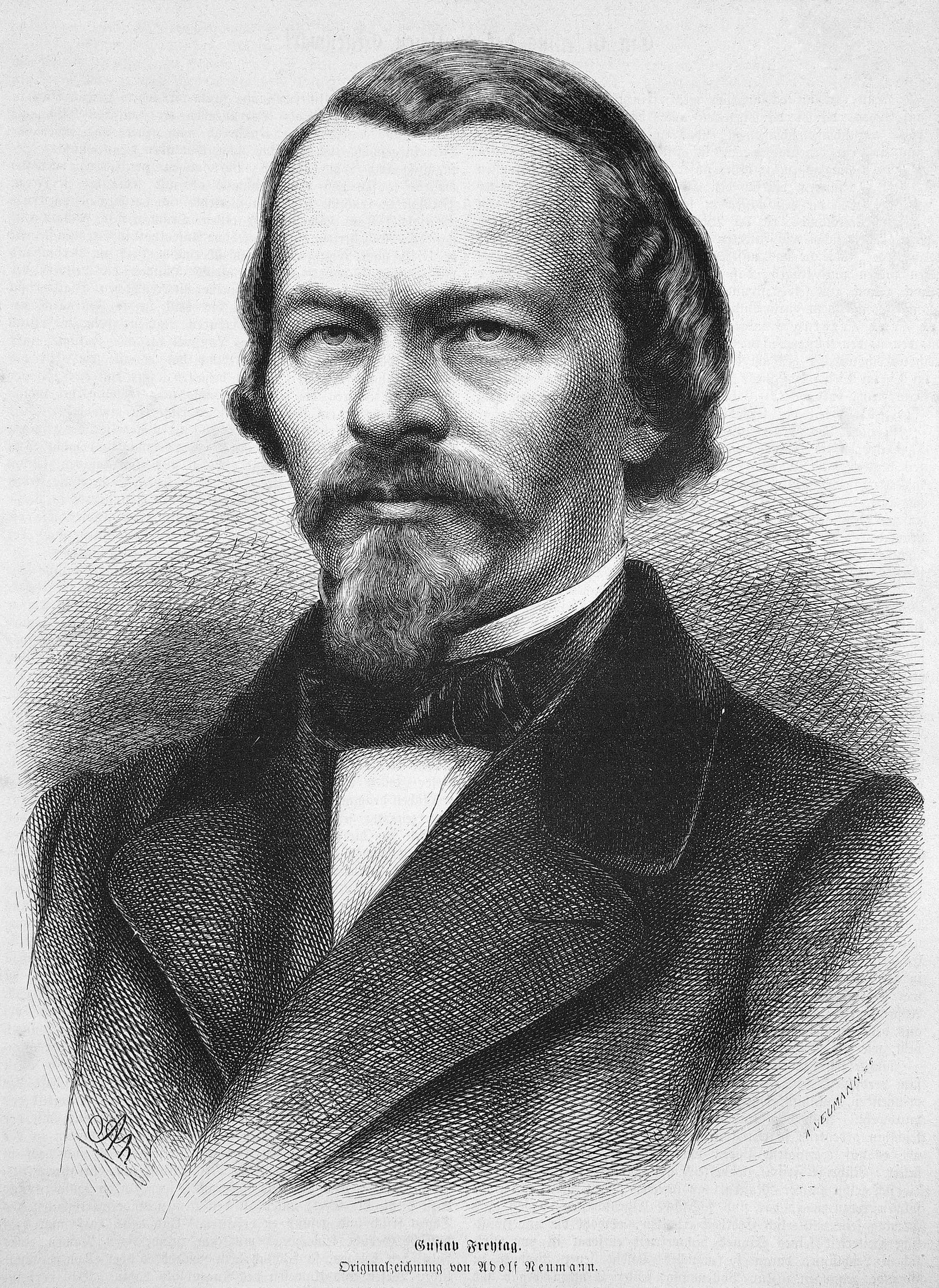
Gustav Freytag
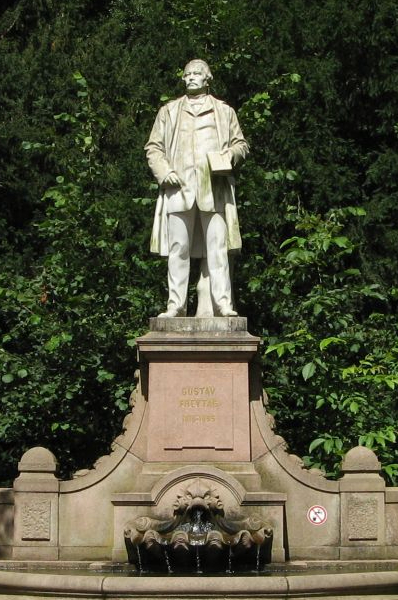
Pomník Gustava Freytaga v německém Wiesbadenu
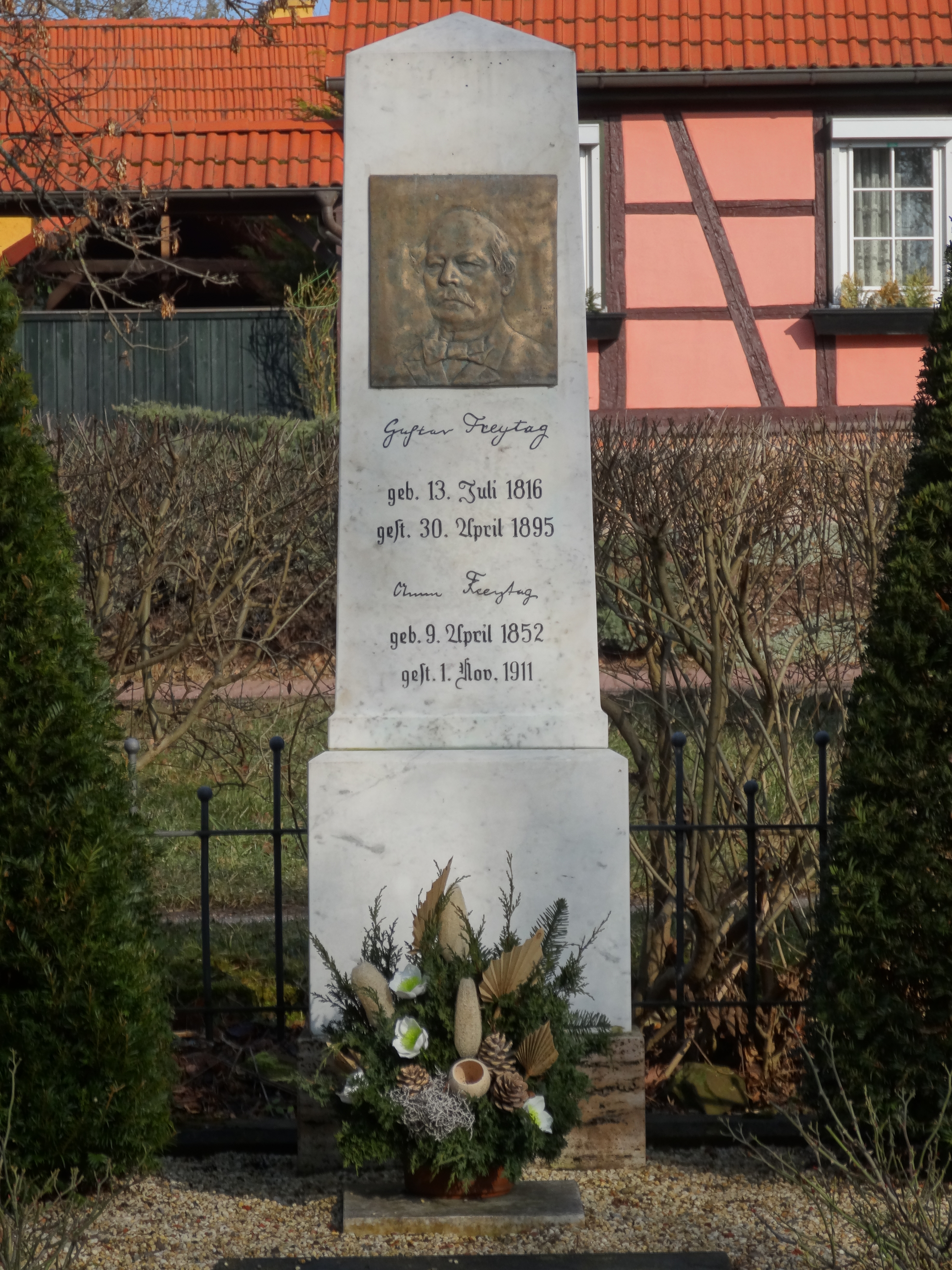
Hrob G. Freytaga (Gotha - Siebleben, Durynsko)